# Bratovoești
Bratovoesti là một xã thuộc hạt Dolj, România. Dân số thời điểm năm 2002 là 6127 người.